# Draba bifurcata
Draba bifurcata är en korsblommig växtart som först beskrevs av C.L. Hitch.  Draba bifurcata ingår i släktet drabor, och familjen korsblommiga växter. Inga underarter finns listade i Catalogue of Life.